# Venceslao I di Sassonia-Wittenberg
Venceslao I di Sassonia-Wittenberg (Wittenberg, 1337 – Celle, 11 maggio 1388), fu duca di Sassonia-Wittenberg dal 1370 sino alla sua morte.

## Biografia
Venceslao I era il figlio minore del duca Rodolfo I di Sassonia-Wittenberg e di sua moglie, Agnese di Lindow-Ruppin.
Nel 1370 Venceslao succedette al fratello Rodolfo II, morto senza eredi maschi. Nel 1376 prese parte come principe elettore all'elezione del re dei Romani Venceslao e nuovamente all'elezione del 1377 dell'imperatore Carlo IV nell'Altmark. Fu frequentemente attivo negli affari dell'impero a fianco dell'imperatore.
Carlo IV garantì a lui e al nipote Alberto, e alla loro casata, il principato di Lüneburg ma nella guerra di successione del Lüneburg, Venceslao perse i propri diritti nella battaglia di Winsen an der Aller, nel 1388.
Contese al duca di Brabante i diritti sulla carica cerimoniale di arcimaresciallo dell'Impero, titolo onorifico che conferiva il diritto di portare la spada imperiale durante le celebrazioni ufficiali con l'imperatore presente.
In politica estera concluse accordi di pace con l'Anhalt, col Magdeburgo e con Meißen.
Durante l'assedio di Celle Venceslao morì a causa di una grave malattia, sebbene molti contemporanei vociferarono di un suo avvelenamento.

## Matrimonio e figli
Il 29 gennaio 1367 Venceslao sposò Cecilia, († 1435), figlia di Francesco I da Carrara, signore di Padova. La coppia ebbe i seguenti figli:
- Rodolfo III, duca di Sassonia-Wittenberg
- Venceslao († 1402)
- Eric (morto infante)
- Anna († 1426), sposò il duca Federico I di Brunswick-Lüneburg
- Alberto III († 1422) elettore di Sassonia
- Margherita, sposò il duca Bernardo I di Brunswick-Lüneburg

## Ascendenza
|                                    |   |                             | Genitori                       |  |  | Nonni |  |  | Bisnonni              |  |  | Trisnonni                |  |
|                                    |   |                             |                                |  |  |       |  |  | Alberto I di Sassonia |  |  | Bernardo III di Sassonia |  |
|                                    |   |                             |                                |  |  |       |  |  | Alberto I di Sassonia |  |  | Bernardo III di Sassonia |  |
|                                    |   | Brigitta di Danimarca       |                                |  |  |       |  |  | Alberto I di Sassonia |  |  |                          |  |
| Alberto II di Sassonia             |   |                             |                                |  |  |       |  |  | Alberto I di Sassonia |  |  |                          |  |
|                                    |   | Elena di Brunswick-Lüneburg | Ottone I di Brunswick-Lüneburg |  |  |       |  |  |                       |  |  |                          |  |
|                                    |   | Elena di Brunswick-Lüneburg | Ottone I di Brunswick-Lüneburg |  |  |       |  |  |                       |  |  |                          |  |
|                                    |   | Elena di Brunswick-Lüneburg | Matilda del Brandeburgo        |  |  |       |  |  |                       |  |  |                          |  |
| Rodolfo I di Sassonia-Wittenberg   |   | Elena di Brunswick-Lüneburg |                                |  |  |       |  |  |                       |  |  |                          |  |
|                                    |   | Rodolfo I d'Asburgo         | Alberto IV il Saggio           |  |  |       |  |  |                       |  |  |                          |  |
|                                    |   | Rodolfo I d'Asburgo         | Alberto IV il Saggio           |  |  |       |  |  |                       |  |  |                          |  |
|                                    |   | Rodolfo I d'Asburgo         | Edvige di Kyburg               |  |  |       |  |  |                       |  |  |                          |  |
| Agnese d'Asburgo                   |   | Rodolfo I d'Asburgo         |                                |  |  |       |  |  |                       |  |  |                          |  |
|                                    |   | Gertrude di Hohenberg       | Burcardo V di Hohenberg        |  |  |       |  |  |                       |  |  |                          |  |
|                                    |   | Gertrude di Hohenberg       | Burcardo V di Hohenberg        |  |  |       |  |  |                       |  |  |                          |  |
|                                    |   | Gertrude di Hohenberg       | Mechthild di Tubinga           |  |  |       |  |  |                       |  |  |                          |  |
| Venceslao I di Sassonia-Wittenberg |   | Gertrude di Hohenberg       |                                |  |  |       |  |  |                       |  |  |                          |  |
|                                    | … | …                           |                                |  |  |       |  |  |                       |  |  |                          |  |
|                                    | … | …                           |                                |  |  |       |  |  |                       |  |  |                          |  |
|                                    | … | …                           |                                |  |  |       |  |  |                       |  |  |                          |  |
| Ulrico I di Lindow-Ruppin          | … |                             |                                |  |  |       |  |  |                       |  |  |                          |  |
|                                    |   | …                           | …                              |  |  |       |  |  |                       |  |  |                          |  |
|                                    |   | …                           | …                              |  |  |       |  |  |                       |  |  |                          |  |
|                                    |   | …                           | …                              |  |  |       |  |  |                       |  |  |                          |  |
| Agnese di Lindow-Ruppin            |   | …                           |                                |  |  |       |  |  |                       |  |  |                          |  |
|                                    |   | …                           | …                              |  |  |       |  |  |                       |  |  |                          |  |
|                                    |   | …                           | …                              |  |  |       |  |  |                       |  |  |                          |  |
|                                    |   | …                           | …                              |  |  |       |  |  |                       |  |  |                          |  |
| Adelheid von Schladen              |   | …                           |                                |  |  |       |  |  |                       |  |  |                          |  |
|                                    |   | …                           | …                              |  |  |       |  |  |                       |  |  |                          |  |
|                                    |   | …                           | …                              |  |  |       |  |  |                       |  |  |                          |  |
|                                    |   | …                           | …                              |  |  |       |  |  |                       |  |  |                          |  |
|                                    |   | …                           |                                |  |  |       |  |  |                       |  |  |                          |  |